# ヤマニンウエーブ
ヤマニンウエーブは日本の競走馬、種牡馬。福永洋一とのコンビで1972年秋の天皇賞に優勝し、同年の優駿賞最優秀5歳以上牡馬に選出された。

## 略歴
馬齢は当時の表記とする。
4歳時の1970年2月8日にデビュー、初勝利までに3戦を要するなど順調に勝ち上がれず、4、5歳時は重賞への出走もないまま、2年を条件馬として過ごした。1972年4月に格上挑戦で鳴尾記念に臨んで重賞に初出走すると、次走・33戦目の1000万下条件戦に優勝しオープンクラスに昇格する。
昇格後、春シーズン3戦を消化し、3ヶ月の休養を経て秋を迎える。この緒戦に出走した朝日チャレンジカップから、かつて条件戦で1戦のみコンビを組んだ福永洋一を鞍上に迎えた。するとこの競走で2着、次走のハリウッドターフクラブ賞で3着と好走を見せ、続く京都記念（秋）に優勝し、38戦目で重賞初制覇を果たした。
次走に迎えた第66回天皇賞で、八大競走に初出走。出走馬の中に八大競走優勝馬が1頭もおらず、この年春の天皇賞で2着、前走でハリウッドターフクラブ賞をレコードタイムで優勝していたキームスビィミーが1番人気、ヤマニンウエーブは15頭立ての7番人気という評価であった。レースはスタートの瞬間にオウジャが落馬競走中止という展開で始まり、直後に新田幸春騎乗のパッシングゴール（8番人気）が先頭に立ち、そのまま他馬を大きく引き離していった。同馬は2周目の向正面で30-40馬身程度の大逃げを打ち、その後方でヤマニンウエーブは14番手を進んでいた。しかしこの展開に、福永は向正面から1000メートル近くのロングスパートを掛けると、最後の直線で逃げ粘るパッシングゴールを猛追、ゴール寸前にクビ差捉えての優勝を果たした。枠連配当は10,210円で、天皇賞史上初の万馬券となった。
その後は8歳まで競走生活を続行、勝利は挙げていないが、重賞で4度の2着を記録している。
競走馬引退後は日本中央競馬会が内国産種牡馬として購入、日本軽種馬協会に寄贈され、宮城県で繋養される。3年間の供用で産駒は28頭と環境に恵まれず、1978年に千葉県の牧場に移動し種牡馬生活の続行が試みられた。しかし同年12月4日の放牧中に右前脚を骨折。予後不良と診断され、安楽死の措置が執られた。

## 競走成績
- 1970年（13戦2勝）
  - 1着 - 端午賞
  - 3着 - つつじ賞
- 1971年（13戦4勝）
  - 1着 - 中距離特別、布引特別、オクトーバーハンデキャップ、貴船特別
  - 2着 - 寿賞、生田特別、水無月ハンデキャップ、長良川特別、三河特別
- 1972年（14戦4勝）
  - 1着 - 天皇賞 (秋)、京都記念 (秋)、鳴門特別、平安ステークス
  - 2着 - 朝日チャレンジカップ、阪神大賞典、万葉ステークス、関ヶ原特別
  - 3着 - ハリウッドターフクラブ賞
- 1973年（6戦0勝）
  - 2着 - 京都記念 (秋)、サファイヤステークス
  - 3着 - 京阪杯
- 1974年（2戦0勝）
  - 2着 - 日本経済新春杯

## 血統表
| ヤマニンウエーブの血統（キングファーガス系（エクリプス系） / 5代内アウトブリード） | ヤマニンウエーブの血統（キングファーガス系（エクリプス系） / 5代内アウトブリード） | ヤマニンウエーブの血統（キングファーガス系（エクリプス系） / 5代内アウトブリード） | （血統表の出典）  | （血統表の出典） |
| 父 *ラヴァンダン Lavandin 1953 鹿毛 フランス                                       | 父の父Verso 1940 鹿毛 フランス                                                     | Pinceau                                                                            | Alcantara         | Alcantara        |
| 父 *ラヴァンダン Lavandin 1953 鹿毛 フランス                                       | 父の父Verso 1940 鹿毛 フランス                                                     | Pinceau                                                                            | Aquarelle         |                  |
| 父 *ラヴァンダン Lavandin 1953 鹿毛 フランス                                       | 父の父Verso 1940 鹿毛 フランス                                                     | Variete                                                                            | La Farina         | La Farina        |
| 父 *ラヴァンダン Lavandin 1953 鹿毛 フランス                                       | 父の父Verso 1940 鹿毛 フランス                                                     | Variete                                                                            | Vaya              |                  |
| 父 *ラヴァンダン Lavandin 1953 鹿毛 フランス                                       | 父の母Lavande 1936 鹿毛                                                            | Rustom Pasha                                                                       | Son-in-law        | Son-in-law       |
| 父 *ラヴァンダン Lavandin 1953 鹿毛 フランス                                       | 父の母Lavande 1936 鹿毛                                                            | Rustom Pasha                                                                       | Cos               |                  |
| 父 *ラヴァンダン Lavandin 1953 鹿毛 フランス                                       | 父の母Lavande 1936 鹿毛                                                            | Livadia                                                                            | Epinard           | Epinard          |
| 父 *ラヴァンダン Lavandin 1953 鹿毛 フランス                                       | 父の母Lavande 1936 鹿毛                                                            | Livadia                                                                            | Lady Kroon        |                  |
| 母 ヤマナミ 1961 黒鹿毛 日本                                                       | 母の父ゴールデンウエーブ 1951 黒鹿毛 日本                                          | ミナミホマレ                                                                       | *プリメロ         | *プリメロ        |
| 母 ヤマナミ 1961 黒鹿毛 日本                                                       | 母の父ゴールデンウエーブ 1951 黒鹿毛 日本                                          | ミナミホマレ                                                                       | フロリスト        |                  |
| 母 ヤマナミ 1961 黒鹿毛 日本                                                       | 母の父ゴールデンウエーブ 1951 黒鹿毛 日本                                          | ユウコ                                                                             | *レイモンド       | *レイモンド      |
| 母 ヤマナミ 1961 黒鹿毛 日本                                                       | 母の父ゴールデンウエーブ 1951 黒鹿毛 日本                                          | ユウコ                                                                             | 優宝              |                  |
| 母 ヤマナミ 1961 黒鹿毛 日本                                                       | 母の母シルバーウエーブ 1952 鹿毛 日本                                              | Balloch                                                                            | Obliterate        | Obliterate       |
| 母 ヤマナミ 1961 黒鹿毛 日本                                                       | 母の母シルバーウエーブ 1952 鹿毛 日本                                              | Balloch                                                                            | Cinna             |                  |
| 母 ヤマナミ 1961 黒鹿毛 日本                                                       | 母の母シルバーウエーブ 1952 鹿毛 日本                                              | *シルバーガル Silver Gull                                                          | Nizami            | Nizami           |
| 母 ヤマナミ 1961 黒鹿毛 日本                                                       | 母の母シルバーウエーブ 1952 鹿毛 日本                                              | *シルバーガル Silver Gull                                                          | Star Lass F-No.C3 |                  |